# Spigelia
- Commons
- Wikispecies

Spigelia L. é um género botânico pertencente à família Loganiaceae.

## Sinonímia
- Coelostylis Torr. & A. Gray ex Endl. & Fenzl
- Pseudospigelia Klett

## Espécies
Por  The Plant List:
- Spigelia aceifolia Woodson
- Spigelia alabamensis (K.R. Gould) K.G. Matthews & Weakley
- Spigelia amambaiensis Fern. Casas
- Spigelia amazonica Fern.Casas
- Spigelia amplexicaulis E.F. Guim. & Fontella
- Spigelia andersonii Fern. Casas
- Spigelia andina Fern. Casas
- Spigelia anthelmia L.
- Spigelia araucariensis E.F. Guim. & Fontella
- Spigelia asperifolia Progel
- Spigelia bahiana L.B. Sm.
- Spigelia beccabungoides Kraenzl.
- Spigelia beyrichiana Cham. & Schltdl.
- Spigelia blanchetiana DC.
- Spigelia brachystachya Progel
- Spigelia breviflora (Chodat & Hassl.) H.H. Hurley
- Spigelia caaguazuensis Kraenzl.
- Spigelia carnosa Standl. & Steyerm.
- Spigelia cascatensis E.F. Guim. & Fontella
- Spigelia catarinensis E.F. Guim. & Fontella
- Spigelia chiapensis K.R. Gould
- Spigelia coelostylioides K.R. Gould
- Spigelia dolichostachya Fern. Casas
- Spigelia dusenii L.B. Sm.
- Spigelia elsieana Fern. Casas
- Spigelia flava Zappi & Harley
- Spigelia flemmingiana Cham. & Schltdl.
- Spigelia fontellae Fern. Casas
- Spigelia gentianoides Chapm.
- Spigelia genuflexa Popovkin & Struwe
- Spigelia gilgii J.F. Macbr.
- Spigelia glabrata Mart.
- Spigelia gracilis A. DC.
- Spigelia guianensis (Aubl.) Lemée
- Spigelia hamelioides Kunth
- Spigelia hatschbachii Fern. Casas
- Spigelia hedyotidea A. DC.
- Spigelia heliotropoides E.F. Guim. & Fontella
- Spigelia herzogiana Kraenzl.
- Spigelia hirtula Fern. Casas
- Spigelia hurleyi Fern. Casas
- Spigelia insignis Progel
- Spigelia kleinii L.B.Sm.
- Spigelia kuhlmannii E.F. Guim. & Fontella-Pereira
- Spigelia laevigata Progel
- Spigelia laurina Cham. & Schltdl.
- Spigelia leiocarpa Benth. ex H.H. Hurley
- Spigelia linarioides DC.
- Spigelia loganioides (Torr. & A. Gray) A. DC.
- Spigelia luciatlantica Fern. Casas
- Spigelia lundiana A. DC.
- Spigelia macrophylla (Pohl) DC.
- Spigelia marilandica L.
- Spigelia martiana Cham. & Schltdl.
- Spigelia nana Alain
- Spigelia nicotianiflora Chodat & Hassl.
- Spigelia novogranatensis Fern. Casas
- Spigelia olfersiana Cham. & Schltdl.
- Spigelia palmeri Rose
- Spigelia paraguariensis Chodat
- Spigelia paraguayensis Chodat
- Spigelia pedunculata Kunth
- Spigelia persicarioides Ewan
- Spigelia petiolata H.H. Hurley
- Spigelia polystachya Klotzsch ex Prog.
- Spigelia pulchella Mart.
- Spigelia pusilla Mart.
- Spigelia pygmaea D.N. Gibson
- Spigelia ramosa L.B. Sm.
- Spigelia reitzii L.B. Sm.
- Spigelia riedeliana (Progel) E.F. Guim. & Fontella
- Spigelia riparia L.B. Sm.
- Spigelia rojasiana Kraenzl.
- Spigelia rondoniensis Fern. Casas
- Spigelia scabra Cham. & Schltdl.
- Spigelia scabrella Benth.
- Spigelia schlechtendaliana Mart.
- Spigelia sellowiana Cham. & Schltdl.
- Spigelia sordida Fern. Casas
- Spigelia spartioides Cham. & Schltdl.
- Spigelia speciosa Kunth
- Spigelia splendens H. Wendl. ex Hook.
- Spigelia stenocardia (Standl.) Fern. Casas
- Spigelia stenophylla Progel
- Spigelia tetraptera Taub.
- Spigelia texana (Torr. & A. Gray) A. DC.
- Spigelia trispicata H.H. Hurley ex K.R. Gould
- Spigelia valenzuelae Chodat & Hassl.
- Spigelia vestita L.B. Sm.

## Classificação do gênero
| Sistema | Classificação                      | Referência               |
| ------- | ---------------------------------- | ------------------------ |
| Linné   | Classe Pentandria, ordem Monogynia | Species plantarum (1753) |